# Passport (marka samochodów)

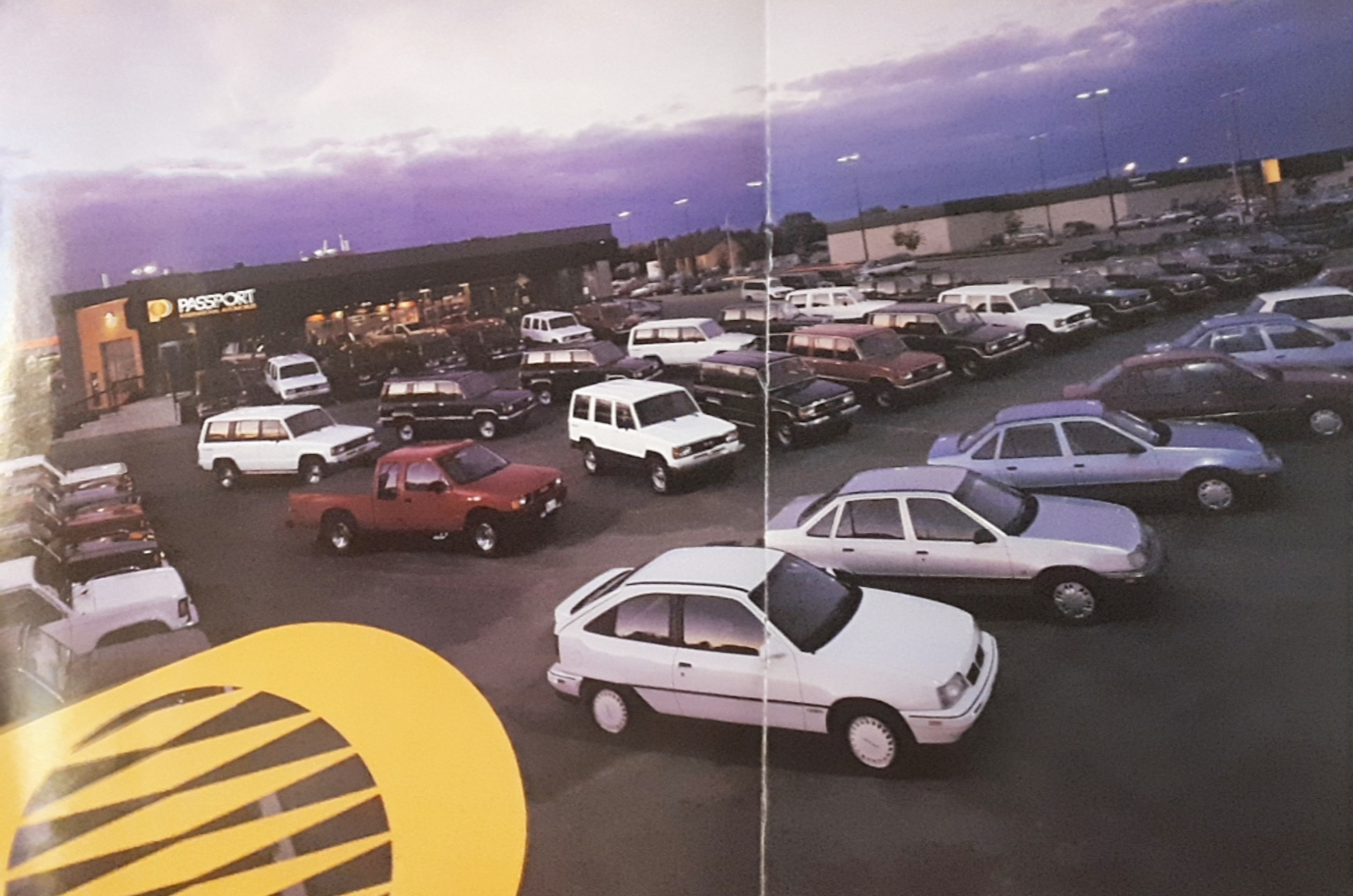
Passport - punkt dealerski

Passport – dawny kanadyjski producent samochodów osobowych i sieć dealerska, z siedzibą w Oshawie, działający w latach 1988–1991. Należał do amerykańskiego koncernu General Motors. 

## Historia
W lipcu 1988 roku po raz pierwszy od likwidacji marki Beaumont kanadyjski oddział General Motors zdecydował się wprowadzić do sprzedaży na lokalnym rynku nową filię o nazwie Passport.  Powstała ona w celu pełnienia dwóch funkcji - jako sieć punktów dealerskich oferujących modele Isuzu, a także marka samochodów mająca pełnić funkcję kanadyjskiego odpowiednika utworzonej w tym samym czasie przez General Motors dla amerykańskiego rynku marki Geo.
Jako marka samochodów, Passport skoncentrował się na sprzedaży tylko jednego modelu dostępnego w trzech wariantach nadwozia: jako 3 i 5-drzwiowy hatchback oraz 4-drzwiowy sedan. Był to model importowany z Korei Południowej w ramach częto stosowanej polityki badge engineering, będący kanadyjską odmianą modelu Pontiac LeMans i Daewoo Racer.. Po 3 latach rynkowej obecności, Passport została wycofana z rynku, a jej miejsce zajęła nowa filia kanadyjskiego General Motors - Asüna.

## Modele samochodów

### Historyczne
- Optima (1988–1991)